# Seznam soutěží v oborech klasické hudby
Seznam soutěží v oborech klasické hudby

## Smyčové nástroje
- Wieniawského houslová soutěž Poznaň, Henryk Wieniawski – Poznaň, Polsko
- Paganiniho mezinárodní soutěž - Genoa
- Mezinárodní smyčcová soutěž Reggio Emilia – Itálie
- Mezinárodní violová soutěž Lionela Tertise – Ostrov Man
- Mezinárodní violová soutěž Maurice Vieuxe – Francie
- Mezinárodní violová soutěž Primrose – Severní Amerika
- Hudební soutěž královny Elisabeth – Belgie
- Čajkovského mezinárodní soutěž – Moskva, Rusko
- Mezinárodní soutěž pro mladé houslisty "Bravo!" – Namur, Belgie

## Klávesové nástroje
- Mezinárodní smetanovská klavírní soutěž Plzeň
- Mezinárodní varhanní soutěž Petra Ebena
- Varhanní soutěž v Polné a Humpolci
- Mezinárodní klavírní soutěž Svetislav Stančić
- Leeds International Pianoforte Competition
- Chopinova mezinárodní klavírní soutěž
- International Geelvinck Fortepiano Concours, Amsterdam
- Lisztova soutěž Utrecht
- Čajkovského mezinárodní soutěž v Moskvě
- Van Cliburn International Piano Competition
- Anton Rubinstein Competition
- Sydney International Piano Competition
- Honens International Piano Competition
- Queen Elisabeth Music Competition
- St Albans International Organ Competition
- Ruská hudební soutěž
- International Carl Bechstein Piano Competition
- Cleveland International Piano Competition
- International Guitar Competition & Festival Berlin

## Pěvecké
- Mezinárodní pěvecká soutěž Antonína Dvořáka, Karlovy Vary
- BBC Singer of the World competition
- Evropská cena sborového zpěvu

## Ostatní - nebo více střídajících se oborů
- Bucharest International Music Competition, Bukurešť
- Pražské jaro
- Mezinárodní interpretační soutěž Brno
- Mezinárodní soutěž Leoše Janáčka, Brno
- Concertino Praga
- Mezinárodní hudební soutěž ARD - Mnichov
- Dirigentská soutěž Guido Cantelli
- Mezinárodní soutěž J. S. Bacha – Lipsko
- Mezinárodní hudební soutěž Montreal – Montreal